# Johann Jakob Froberger

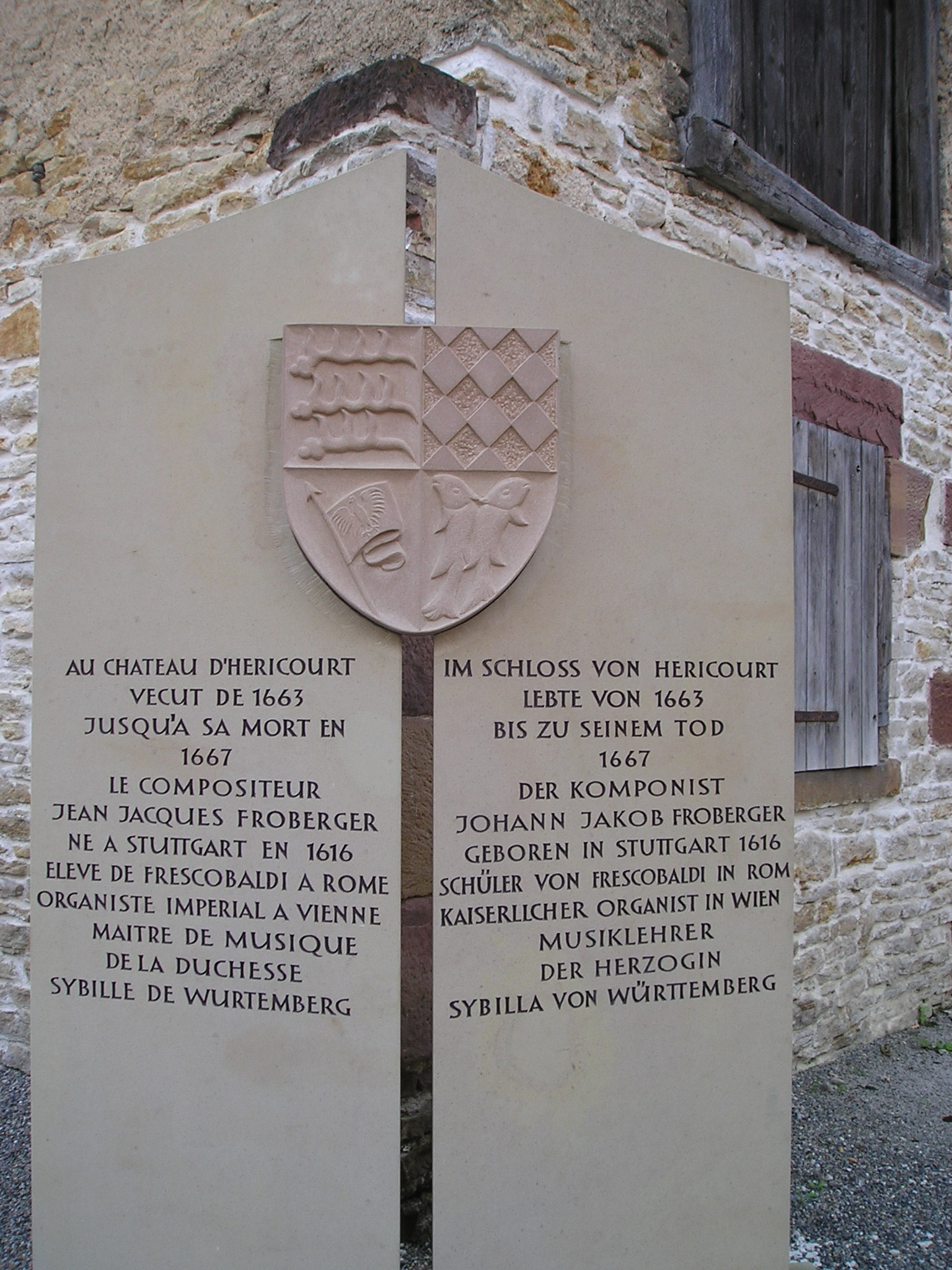
Gedenksteen op het Kasteel van Héricourt.

Johann Jakob Froberger (signeerde zelf 'Han(n)ß Froberger', Stuttgart, gedoopt 19 mei 1616 – kasteel Héricourt bij Montbéliard (Frankrijk), 7 mei 1667) was een Duits componist, klavecinist en organist uit de barokperiode.
Hij studeerde aanvankelijk muziek bij zijn vader, Basilius Froberger (1575 - 1637), die kapelmeester was in Stuttgart. Froberger was later student bij de Italiaan Girolamo Frescobaldi en heeft ook veel voor klavecimbel gecomponeerd (35 suites voor klavier). Hij was in 1637, alsook in de periode 1641 tot 1645 en van 1653 tot 1657 keizerlijk hoforganist in Wenen. Hij ging op kosten van zijn werkgever naar Rome, waar hij enige tijd studeerde bij Frescobaldi en waar hij zich ook bekeerde tot het katholicisme. Tussen 1663 en zijn dood in 1667 werkte hij voor Sybilla van Württemberg en verbleef hij op haar kasteel in Héricourt.
Dankzij de vele reizen van Froberger - onder andere aan Nederland - bracht hij de Italiaanse, de Franse en Engelse klavierkunst naar Duitsland. Hij wordt gezien als de schepper van de klaviersuite. Naast 30 suites en 4 suitedelen schreef hij ook 25 toccata's, 18 capriccio's, 14 ricercares, 8 fantasieën en 6 canzona's.
Invloed van Frobergers klavierkunst is vooral in het werk van Händel hoorbaar, maar Froberger had ook invloed op Buxtehude, Böhm, Pachelbel, Bach tot aan Mozart en Ludwig van Beethoven toe.

## Nederland
Een bezoek van Froberger aan Nederland is gedocumenteerd in een notariële akte uit 1650 die in Het Utrechts Archief in Utrecht bewaard wordt.
In 2003 ontdekte de musicus Dirk Luijmes in een 17de-eeuws muziekhandschrift, dat in het Rijksarchief Gelderland in Arnhem bewaard wordt, een tot dan toe onbekende klavecimbelsuite in b kleine terts van Froberger. Constantijn Huygens was een groot bewonderaar van Froberger en wilde met hem corresponderen, maar zijn brief kwam te laat. Hij kreeg wel antwoord, maar dat antwoord gaat over de dood van Froberger.